# Площа Перемоги (Кременчук)
Пло́ща Перемо́ги — найбільша площа Кременчука. Розташована в Автозаводському районі, у центрі міста.
Попередні назви: Олександрівська, Соборна, Червонознаменна.

## Розташування
Площа розташована в центрі міста. На північному сході межує з вулицею Перемоги, на південному заході — з Придніпровським парком.

## Походження назви
Площу названо в честь перемоги СРСР у Другій світовій війні.

## Історія

### ХІХ століття
Дата створення центральної міської площі точно невідома. 10 квітня 1803 року Олександр І затвердив план нового повітового центру Полтавської губернії – міста Кременчука. Передбачалося на місці старої земляної фортеці створити велику (160х110 сажнів) адміністративну площу та назвати її на честь царя – Олександрівська. У центрі площі планувалося збудувати Успенський собор, на лівому крилі – три одноповерхових корпуси для канцелярій повітових установ, а поміж ними та собором була відведена ділянка для садиби городничого.
Під час робіт з підготовки території в Полтаві створюється будівельна експедиція на чолі із губернським архітектором М. Амвросімовим. 1805 року він розробив новий план Кременчука, який передбачав суттєві зміни щодо забудови центральної площі.

### ХХ століття
За роки революції і Другої світової війни площа втратила всі сквери, будівлі, крім банку.
У післявоєнні суботники заново засаджувався парк, викопувалась бита цегла і каміння.
Колишня «Соборна» площа перетворюється на площу «Перемоги», і по першому повоєнному плану відновлення їй відводиться роль головного адміністративного центру. На місці Успенського собору проектується будівництво Будинку Рад і пам'ятника Сталіну.
Але незабаром з'являється ідея створити ще одну площу — на перетині вулиць Леніна і Пушкіна (зараз — площа «Незалежності»). Тому, до 1953 року площа «Перемоги» використовується тільки для громадський заходів — парадів, демонстрацій, гулянь.
Містобудівники знову повертаються до думки про необхідність відновлення історичного «центру» міста наприкінці 1960-х. 1971 року на площі відкрито пам'ятник Леніну.
Площа на два десятиліття стала центром усіх найзначніших політичних маніфестацій у місті. На сьогоднішній день цей пам'ятник серед міських монументів займає домінуючу позицію як за масштабами (загальна висота 14,4 м, висота скульптури 6,5 м), так і за місцем розташування.
У 1973—1975 роках на правому крилі площі був зведений готель «Кремінь». Планувалося будівництво цілого комплексу, але із задуманого архітектурного ансамблю збудували тільки адміністративну будівлю (1979—1982 року), 1983 року з'явилась будівля СБУ за скульптурною групою «Партизани» .

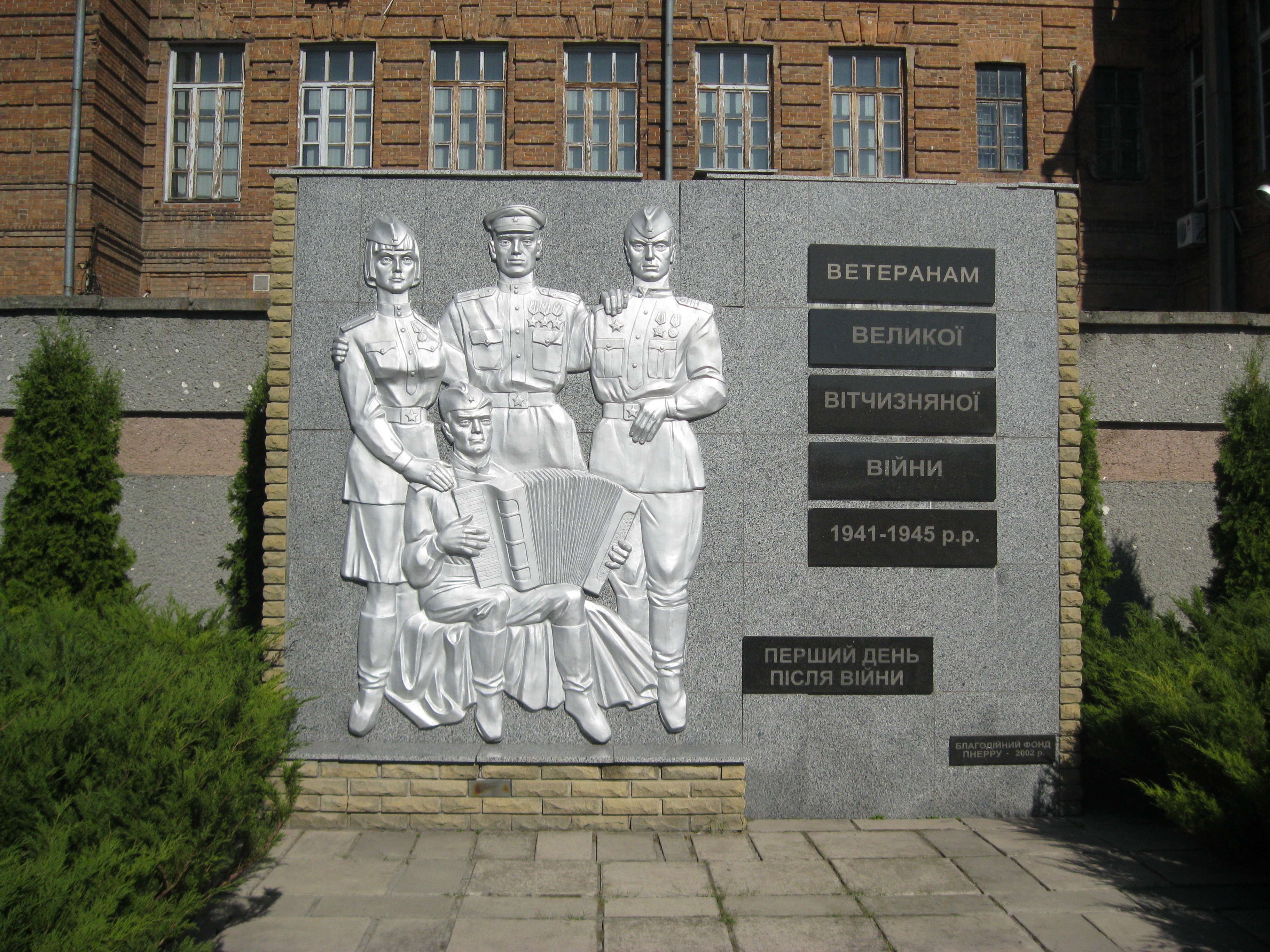
Пам'ятний знак «Перший день після війни»

24 лютого 2014 року в рамках Ленінопаду був демонтований пам'ятник Леніну.

## Об'єкти та будівлі

### Пам'ятники
- «Перший день після війни» (пам'ятна стела)[2]
- Пам'ятний знак на честь 10-ї річниці Незалежності України[2]

### Будівлі
- Кременчуцька міська рада[3]
- На площі також знаходиться готель «Кремінь», хоч офіційно він розташований на вул. Ігоря Сердюка[6].

### Панорамний вигляд
Опис зліва направо: Кінець вул. Жадова за яким видно Придніпровський парк, що далі виходить на вул. Коцюбинського. З іншого боку вул. Коцюбинського, в глибині, видно пам'ятку архітектури XIX століття Будинок Кременчуцького повітового земства. Ближче по вулиці знаходиться готель Кремінь, центральний вхід якого виходить вже на вулицю Ігоря Сердюка, перпендикулярну Коцюбинського. Далі видно тилову сторону будинку Державного Банку. Перед нею розташована стела «Перший день після війни». Далі за банком можна спостерігати початок вул. Соборної — центральної вулиці Кременчука. За нею йде житловий будинок № 26. За ним, перпендикулярно у вул. Перемоги, входить вул. Юрія Кондратюка, за якою житловий будинок № 24. Далі видно будівлю Кременчуцького міськвиконкому. Біля центрального входу знаходиться пам'ятний знак на честь 10-ї річниці Незалежності України. Праворуч розташований Поштовий сквер, за яким збудована будівля СБУ. У сквері є Пам'ятник Борцям за владу рад. Далі видно композицію у пам'ять про Успенський собор, який виходить на частину вул. генерала Жадова, за якою розпочинається Придніпровський парк.